# Sons of the American Revolution
La sociedad Sons of American Revolution (SAR, por sus siglas en inglés; en español: Hijos de la Revolución Americana), formalmente National Society of the Sons of the American Revolution (NSSAR, por sus siglas en inglés; en español: Sociedad Nacional de los Hijos de la Revolución Americana), es una organización patriótica estadounidense reconocida a nivel federal. La Sociedad Nacional, una corporación sin ánimo de lucro con sede en Louisville, Kentucky, se formó en la ciudad de Nueva York el 30 de abril de 1889. Sus objetivos son mantener y ampliar «las instituciones de la libertad estadounidense, el aprecio por el verdadero patriotismo, el respeto por nuestros símbolos nacionales, el valor de la ciudadanía estadounidense [y] la fuerza unificadora de 'e pluribus unum' que ha creado, de los pueblos de muchas naciones, una nación y un pueblo».
Los miembros de la sociedad son descendientes masculinos de personas que sirvieron en la Guerra de Independencia de los Estados Unidos o que contribuyeron al establecimiento de la independencia de los Estados Unidos. Está dedicada a perpetuar los ideales y tradiciones estadounidenses y a proteger la Constitución de los Estados Unidos. Gracias a sus esfuerzos se estableció el reconocimiento oficial del Día de la Constitución, el Día de la Bandera y el Día de la Declaración de Derechos. La sociedad tiene miembros en Estados Unidos, Canadá, Francia, Alemania, España, Suiza y Reino Unido.
La organización es distinta de los Hijos de la Revolución, una organización patriótica independiente fundada el 22 de febrero de 1876 por el empresario John Austin Stevens y miembros de la Sociedad de Cincinnati. El fundador de Hijos de la Revolución Americana, William Osborn McDowell, no estaba de acuerdo con el requisito de Hijos de la Revolución en ese momento de que todas las sociedades estatales debían estar subordinadas a la Sociedad de Nueva York.

## Historia

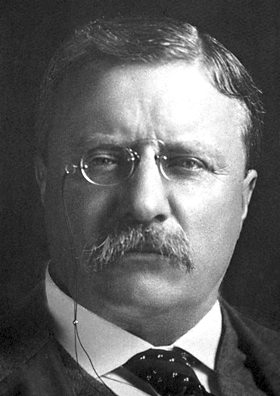
El presidente estadounidense Theodore Roosevelt, miembro de los Hijos de la Revolución Americana, firmó la carta constitutiva federal el 9 de junio de 1906.

La primera organización de descendientes de patriotas de la Guerra de Independencia se creó en San Francisco, en 1876. Un grupo de hombres descendientes de veteranos de la Guerra de Independencia se reunió para celebrar el centenario de la Declaración de Independencia y la fundación de Estados Unidos. También querían honrar a los hombres y mujeres que comprometieron sus vidas, fortunas y medios de subsistencia en la lucha por la independencia de Gran Bretaña. Este grupo formó una organización llamada Sons of Revolutionary War Sires (en español: Hijos de padres de la Guerra de Independencia). Sin embargo, no existe ningún vínculo directo entre Sons of Revolutionary War Sires y Sons of the American Revolution, salvo que a los miembros de Sons of Revolutionary War Sires se les permitió unirse a Sons of the American Revolution tras su fundación en 1889.
La fundación de la organización se remonta a los Hijos de la Revolución, una sociedad de la ciudad de Nueva York que se organizó en 1876. Los Hijos de la Revolución Americana fueron fundados por John Austin Stevens, que imaginó una organización social y hereditaria aristocrática en la línea de la Sociedad de Cincinnati.
En 1889, William O. McDowell, un financiero y hombre de negocios de Nueva Jersey, organizó la Sociedad de Nueva Jersey de los Hijos de la Revolución, pero no estaba dispuesto a aceptar el requisito de los Hijos de la Revolución de que las sociedades de otros estados estuvieran subordinadas a la sociedad de Nueva York. McDowell también quería que la sociedad se convirtiera más en un movimiento de masas de descendientes de patriotas revolucionarios que en un club social exclusivo.
McDowell organizó los Hijos de la Revolución Americana en la Taberna Fraunces de Nueva York el 30 de abril de 1889, el mismo año del centenario de la toma de posesión de George Washington como primer presidente de la nación en 1789. McDowell fue el primer miembro de la organización. Además de organizar los Hijos de la Revolución Americana, McDowell trabajó con seis mujeres para organizar las Hijas de la Revolución Americana, una organización nacional de mujeres descendientes de personajes de la época de la Revolución Americana.
El 9 de junio de 1906, a los Hijos de la Revolución Americana se le concedió formalmente una carta constitutiva mediante una ley del Congreso en virtud del Título 36 del Código de los Estados Unidos. El acta fue firmada por el presidente estadounidense Theodore Roosevelt, que era miembro.

## Insignias

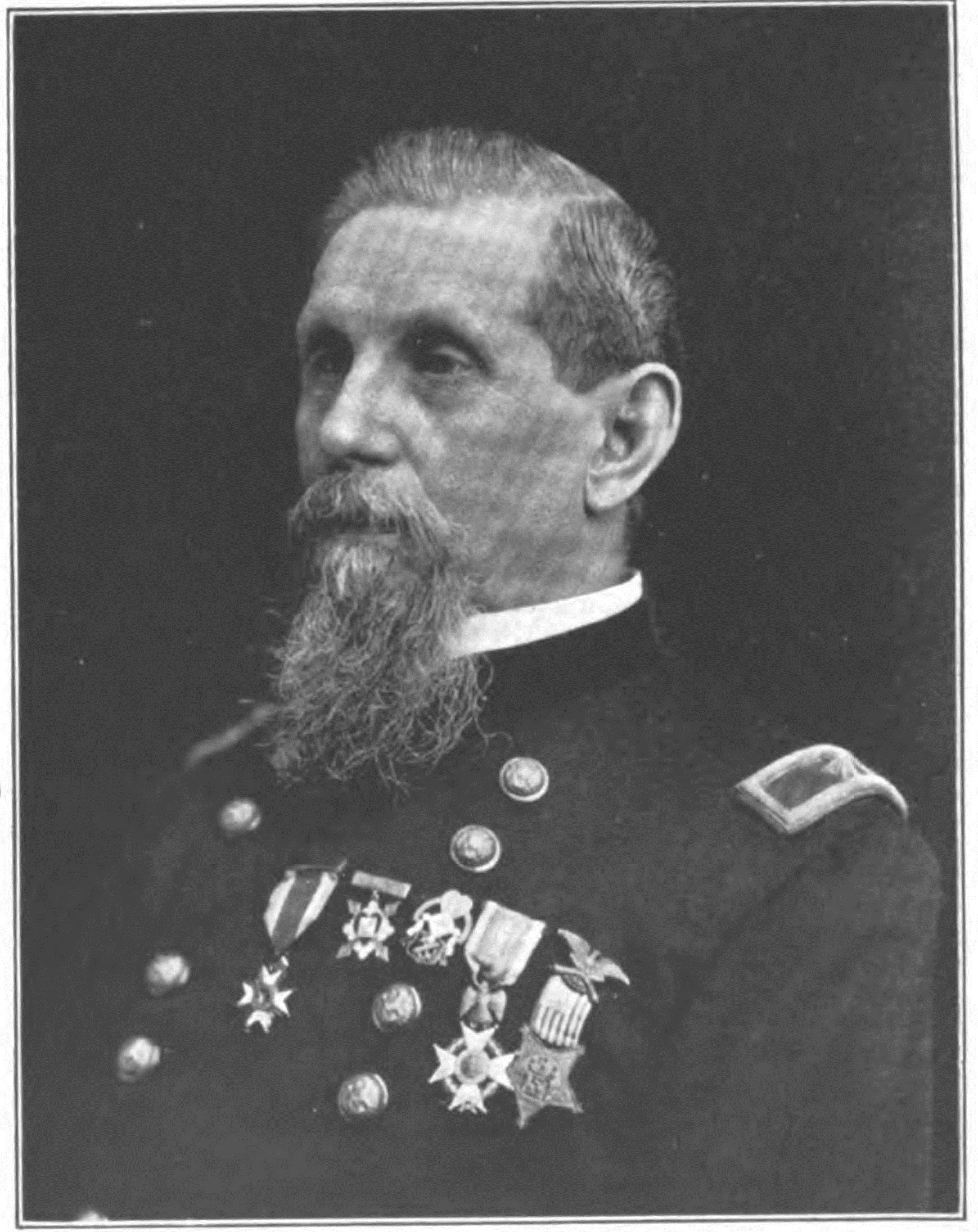
General de brigada Edwin S. Greeley con uniforme del Ejército estadounidense, presidente general de 1904 a 1905, con la insignia de los Hijos de la Revolución Americana.

La insignia de la sociedad consiste en una cruz de Malta rodeada de una guirnalda, con un relieve de George Washington en un círculo central. La cruz de Malta utilizada en la insignia de los Hijos de la Revolución Americana se inspira en la cruz utilizada por la Orden de San Luis de Francia. La corona simboliza las coronas de laurel que la República Romana entregaba a las personas dignas. El comandante West eligió la Cruz de San Luis como base para la condecoración porque el rey Luis XVI de Francia, Gran Maestre de la Orden de San Luis, proporcionó una ayuda muy necesaria a los incipientes Continentales. Al elegir esta cruz, la Sociedad Nacional pretendía reconocer la contribución francesa a la independencia americana.
La historia demuestra que la cruz de Malta fue utilizada por los Caballeros de San Juan, una hermandad de cruzados guerreros que representaban a todas las clases sociales que se unían para luchar por la libertad y contra la opresión. Los Caballeros de San Juan, y otros cruzados, adoptaron la cruz de Malta como insignia porque sus ocho puntas representaban las ocho bienaventuranzas prescritas en el Sermón de la Montaña: bienaventurados (1) los pobres de espíritu, (2) los mansos, (3) los puros, (4) los misericordiosos y (5) los pacificadores, (6) bienaventurados los que lloran y (7) buscan la justicia, y (8) bienaventurados los perseguidos por causa de la justicia.
Rodeando el relieve de Washington en el centro están las palabras «Libertas et patria», un recordatorio de la Declaración de Independencia de los Estados Unidos y la Constitución de los Estados Unidos.
La insignia se lleva normalmente suspendida de una cinta azul, blanca y dorada en el pecho izquierdo del portador. Los oficiales nacionales y los antiguos presidentes estatales y de capítulo llevan la insignia suspendida de una cinta para el cuello con los colores de la Sociedad. En otras ocasiones, se lleva una escarapela con los colores de la Sociedad en la solapa izquierda.

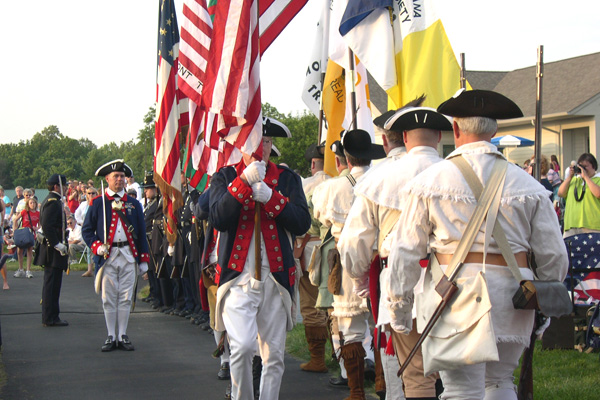
La guardia de color del capítulo de Indiana de los Hijos de la Revolución Americana junto con el 19.º Regimiento de Infantería de los Estados Unidos recreado en un concierto al aire libre del Día de la Independencia con la Orquesta Sinfónica de Indianápolis, en Indianápolis en 2006.

La sociedad se dedica a la investigación histórica, la recaudación de fondos para becas locales y premios educativos, y la conservación de lugares y documentos relacionados con la Revolución Americana. Los Hijos de la Revolución Americana solicitaron al Congreso que almacenara los documentos de la época revolucionaria en un lugar a prueba de incendios y los pusiera a disposición del público, lo que dio lugar a la creación de los Archivos Nacionales.También se dedica a catalogar y marcar las tumbas de los patriotas de la Guerra de Independencia y organiza un programa anual de becas para los Eagle Scouts. La sociedad promueve activamente el «patriotismo» y desempeñó un papel decisivo en la instauración del Día de la Constitución.Numerosas sociedades y capítulos de los Hijos de la Revolución Americana tienen grupos de guardias de color  guardias de color que actúan en diversos lugares públicos y privados como medio de divulgación comunitaria.
Los Hijos de la Revolución Americana organizan dos Reuniones de Liderazgo y un Congreso Nacional cada año. Las dos reuniones de liderazgo se llevan a cabo en primavera y otoño en Louisville, Kentucky, en el Hotel Brown. El Congreso Nacional se celebra en un lugar diferente cada año durante el verano. El Congreso Nacional de 2021 tuvo lugar en Renton, Washington, mientras que el Congreso de 2022 tuvo lugar en Savannah, Georgia. El Congreso Nacional de 2023 se llevó a cabo en Orlando, Florida.

## Sede
La sede, situada en Museum Row, en el centro de Louisville, Kentucky, alberga las oficinas del personal administrativo de la organización, la Biblioteca de Investigación Genealógica de los Hijos de la Revolución Americana y el futuro emplazamiento de un Centro Educativo sobre la Guerra de Independencia de los Estados Unidos. Actualmente, los Hijos de la Revolución Americana están recaudando fondos para finalizar el desarrollo del centro. El edificio alberga obras de arte originales y copiadas que conmemoran personajes y acontecimientos importantes de la Guerra de Independencia, así como uniformes históricos, banderas, documentos y otras piezas de la época colonial.
El gobierno de los Hijos de la Revolución Americana está compuesto por diez oficiales nacionales, 15 vicepresidentes que presiden regiones geográficas separadas y un fideicomisario, que es elegido por cada sociedad estatal e internacional. Los oficiales se reúnen varias veces al año para tratar asuntos relacionados con la sociedad. Los directivos nacionales se reúnen al menos cuatro veces durante su mandato, a menos que se convoquen reuniones extraordinarias. Los administradores se reúnen dos veces al año en la sede de la sociedad en Louisville, Kentucky. Estas reuniones, conocidas como Reuniones de Liderazgo de Otoño y Primavera, se celebran normalmente a finales de septiembre y principios de marzo. Durante las reuniones de liderazgo se aprueban las recomendaciones de los comités y el presupuesto de la sociedad. Aunque sólo los directivos nacionales, los vicepresidentes y los fideicomisarios tienen derecho a voto, todos los miembros están invitados a asistir y pueden solicitar su nombramiento en los comités.
Los directivos y administradores nacionales también se reúnen durante el Congreso Nacional, que se celebra a finales de junio o principios de julio de cada año. A diferencia de las reuniones de dirigentes, que siempre tienen lugar en la sede nacional de la Sociedad, el Congreso Nacional se celebra en distintos lugares de Estados Unidos. Los lugares se eligen a menudo para rendir homenaje a un acontecimiento histórico de la historia de Estados Unidos o de la organización, y se intenta alternar las reuniones entre las costas este y oeste de Estados Unidos. El Congreso Nacional se encarga de elegir a los cargos nacionales y de aprobar los cambios en los estatutos de la sociedad, así como cualquier otra moción que se le presente.
La organización también mantiene más de 60 comités permanentes y especiales para los que se nombra a los miembros de Hijos de la Revolución Americana con el fin de supervisar el bienestar de la sociedad, incluidos los comités de instalaciones, seguros, genealogía, biblioteca, mercancías, medallas y premios. Todos los miembros son bienvenidos a participar en los comités y son nombrados por el presidente general de la sociedad por un periodo de un año. No hay límite de mandatos y todos los miembros de los comités tienen derecho a voto en las decisiones de los comités.
El actual presidente general es John L. Dodd, Esq., de la Sociedad de los Hijos de la Revolución Americana de California, quien prestó juramento como presidente general en el 133.º Congreso Nacional en Orlando, Florida. El director ejecutivo de la organización es Todd Bale.

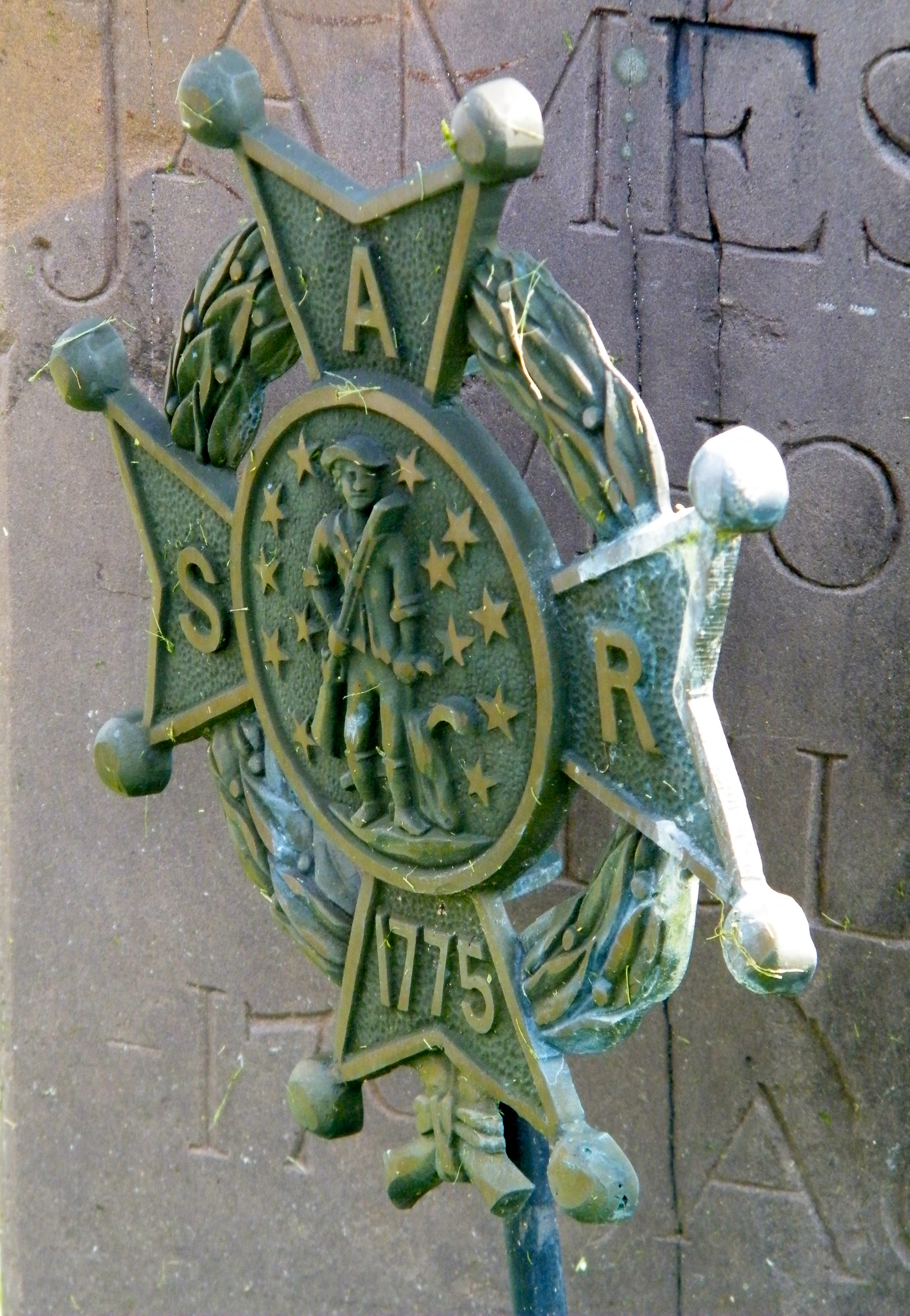
Lápida de los Hijos de la Revolución Americana en el cementerio de la Iglesia Presbiteriana de Opequon en Opequon, Virginia.

La Sociedad Nacional de los Hijos de la Revolución Americana ha conservado una colección de referencia genealógica que data de 1889. Los materiales fueron originalmente guardados por el secretario general o registrador general hasta 1926, cuando los materiales fueron trasladados a la oficina del registrador general en Washington, D. C. En 1927, la colección fue trasladada al recientemente adquirido Edificio de la Sede de la Calle Dieciséis, habiendo crecido a 914 libros en 1933. Desde ese momento hasta el traslado del Cuartel General de Washington D. C. a Louisville, Kentucky, la colección de libros creció a un ritmo vertiginoso, hasta alcanzar aproximadamente los 25 000 ejemplares en 1988. En ese momento, la biblioteca se encontraba en la segunda planta del edificio de la sede, en South Fourth Street, y disponía de una cámara acorazada de algo más de 50 metros cuadrados para los libros que no se encontraban en la biblioteca por falta de espacio.
Debido al continuo crecimiento, la biblioteca de los Hijos de la Revolución Americana se trasladó en 2010 a un edificio renovado en West Main Street, en el corazón del Historic Museum District del centro de Louisville. En ese momento, la colección de la biblioteca había crecido a más de 58 000 ejemplares, que cubren principalmente el período de la Guerra de Independencia, pero también contiene otros materiales genealógicos. La colección de la biblioteca incluye historias familiares, materiales genealógicos estatales, censos federales, solicitudes de pensión de la Guerra de Independencia y colecciones de CD, y la biblioteca separa los materiales según el Estado. La biblioteca también proporciona acceso a bases de datos de investigación en línea, como Ancestry.com, Footnote.com y Heritage Quest Online.
Recibió el apoyo de varias otras sociedades patrióticas, incluida la Sociedad de Guerras Americanas y las Hijas de los Estados Unidos de 1812. : 115 Las Hijas de la Revolución Americana la almacenaron en su biblioteca e incluso consideraron fusionarla con otra de sus propias revistas. : 115 Dejó de publicarse en 1906. : 115 

## Membresía

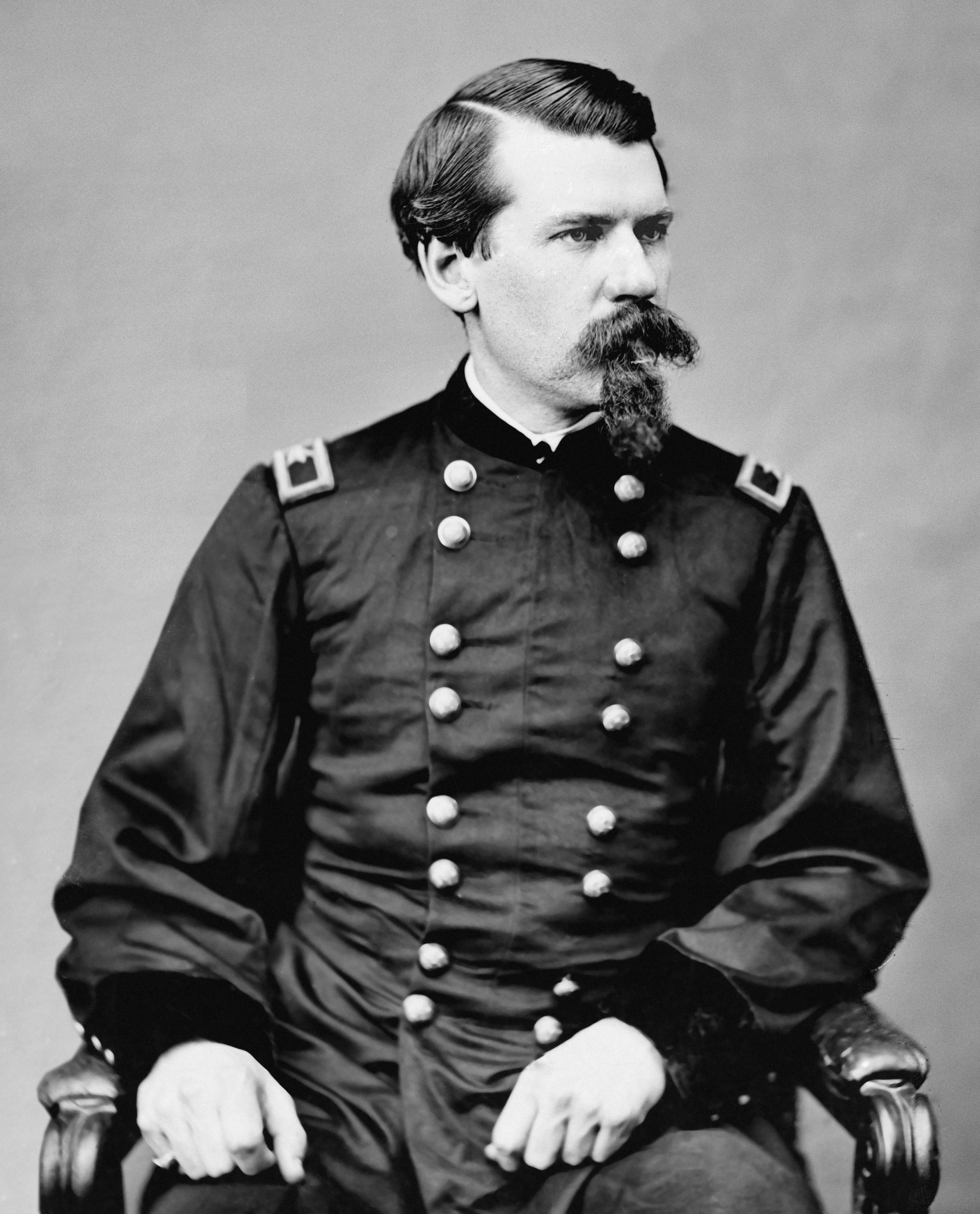
General de brigada del Ejército de los Estados Unidos Horace Porter, presidente general de 1892 a 1897.

La membresía en la sociedad está abierta a cualquier hombre de «buena reputación» que pueda demostrar una ascendencia lineal de un antepasado que apoyó activamente la Revolución Americana. Los antepasados aceptables incluyen:
- veteranos militares de la Guerra de Independencia de los Estados Unidos, incluidos aquellos que sirvieron en el Ejército Continental, la Armada Continental y las milicias y armadas estatales
- firmantes de la Declaración de Independencia
- miembros del Congreso Continental
- civiles que proporcionaron armas o suministros a la causa estadounidense
- personas que sirvieron en organismos políticos que apoyaron la Revolución Americana, firmaron juramentos de lealtad o aquellos que brindaron un apoyo similar a la causa revolucionaria
- soldados y marineros de naciones aliadas como Francia y España que lucharon en apoyo de la independencia estadounidense.

Ninguna sociedad o capítulo estatal puede discriminar a un solicitante por motivos de raza o credo. Los Hijos de la Revolución Americana cuentan con más de 37 000 miembros en más de 550 capítulos que representan los 50 estados de los Estados Unidos, así como sociedades en Canadá, Francia, España, Alemania, Suiza y el Reino Unido. En total, desde la fundación de la SAR en 1890 han sido admitidos unos 200 000 descendientes.

## Publicaciones
La revista de la organización a principios del siglo XX era la revista Spirit of '76, una pequeña revista publicada en Nueva York. : 114–115 Fue fundada en septiembre de 1894, publicada por la editorial epónima Spirit of '76 Publishing Company y editado por Henry Hall, uno de los asociados de McDowell. : 114 En 1897, Louis H. Cornish, anteriormente editor de otra revista titulada Suburbs que trataba sobre bienes raíces en la ciudad de Nueva York, asumió el cargo de editor y editor. : 114 La opinión de Cornish sobre McDowell, quien en palabras de Cornish «vino a nosotros con varios planes para hacer el mundo mejor, los aceptamos y desde entonces hemos pagado por ellos», era que las ideas de McDowell para la revista eran entusiastas pero tremendamente poco prácticas. : 115  : 358 